# Yuria Obara
Yuria Obara (小原 由梨愛?, Obara Yuria; Towada, 4 settembre 1990) è un'ex calciatrice giapponese, di ruolo difensore.

## Carriera

### Club
Ha giocato per gran parte della sua carriera con la maglia dell'Albirex Niigata, arrivando per quattro volte in finale di Coppa dell'Imperatrice. Dal 2018 al 2021 ha giocato con lo Yokohama Seagulls, prima di ritirarsi dall'attività agonistica.

### Nazionale
A livello giovanile con la selezione under 20 disputò il campionato mondiale di categoria nell'edizione di Germania 2010.
Nel 2014 prese parte alla Coppa d'Asia in Vietnam dove collezionò una presenza, ai gironi contro la Giordania.

## Palmarès

### Nazionale
- Coppa d'Asia (calcio femminile): 1

2014